# Man Arenas
Jacinto Manuel Arenas, kortweg Man Arenas, (Brussel, 25 april 1966) is een Spaans animator van tekenfilms en stripauteur.

## Biografie
Hij werd geboren in België als zoon van Spaanse emigranten. Hij bracht een deel van zijn jeugd door bij zijn grootouders in het noorden van Spanje, maar liep school in België. Daar kwam hij in aanraking met de Frans-Belgische strips. Hij begon te werken als reclametekenaar en tekende ook enkele strips voor het weekblad Spirou. Daarna werd hij animator van tekenfilms voor bioscoop en televisie. Hij werkte voornamelijk als production designer en set- en character designer. Na de geboorte van zijn zoon maakte hij met hulp van scenarist Dimitri Vey de strip Yaxin, le faune Gabriel over een faun (Gabriel) en een tovenaar (Merlijn). Deze strip werd uitgegeven bij Soleil. Arenas heeft in België, Duitsland en Spanje gewoond.

## Films

### Production Designer
- Laura's Star
- The Gruffalo
- The Shark and the Piano
- The Little Polar Bear 2 – The Mysterious Island

### Artdirector
- Kleiner Dodo

### Set and Character designer/Workbook
- The Gruffalo
- Help! I'm a Fish
- Space Chimps
- Laura's Star
- Derrick – Die Pflicht ruft
- Laura's Star in China
- Kleiner Dodo
- The Little Polar Bear 2 – The Mysterious Island
- Werner - gekotzt wird später
- Ottifants - Das Gold des Störtebecker

### Layout-Artist
- Help! I'm a Fish
- Laura's Star
- Die Abrafaxe – Unter schwarzer Flagge

### Background-Painter
- The Gruffalo

- Bibliothèque nationale de France: cb16236236z (data)
- International Standard Name Identifier: 0000 0001 0594 3575
- Système universitaire de documentation: 151863865
- Virtual International Authority File: 158803340
- WorldCat: E39PBJjCKbPTG8hGYfH6pR9dQq